# بیمارستان امیرالمؤمنین اهواز
بیمارستان امیرالمومنین اهواز یکی از بیمارستان‌های عمومی سازمان تامین اجتماعی اهواز می‌باشد که دارای ۲۲۲ تخت فعال بوده و در کوی سپیدار اهواز قرار دارد.
بخش‌های بستری‌ای بیمارستان عبارتند از:CCU-ENT-POST CCU و قلب، ارتوپدی، ارولوژی، اطفال، بخش نوزادان، جراحی زنان و زایمان، جراحی عمومی، چشم، داخلی، داخلی اعصاب (نورولوژی)، ICU، جراحی مغز واعصاب، اتاق عمل، تخت زایمان، تخت‌های تحت نظر اورژانس، اتاق عمل اورژانس

همچنین دارای بخش‌های پاراکلینیک آزمایشگاه طبی، آندوسکوپی، اکوکاردیوگرافی، داروخانه، رادیولوژی، سونوگرافی، سی تی اسکن، کولونوسکوپی، آزمایشگاه پاتولوژی، ماموگرافی، گچگیری، تست ورزش، فیزیوتراپی، سنگ‌شکن، MRI، نوارقلب، نوار قلب جنین، نوار مغز، نوار عصب و عضله می‌باشد.

بخش‌های درمانگاهی ارولوژی، ENT، ارتوپدی، اطفال، اعصاب و روان (روانپزشکی)، پوست، جراحی عمومی، چشم، داخلی، داخلی اعصاب (نورولوژی)، دندانپزشکی، زنان و زایمان، طب فیزیکی و توانبخشی، تغذیه، عفونی، قلب، عمومی و مامایی که به صورت مستمر در آن دایر می‌باشد.

## منبع
1. ↑  «نشانی مراکز صندوق». پایگاه اطلاع رسانی تامین. بایگانی‌شده از اصلی در ۱۳ فوریه ۲۰۱۳. دریافت‌شده در ۶ اسفند ۱۳۹۱.
2. ↑  «آمار بیمارستانی». دفتر مدیریت بیمارستانی و تعالی خدمات بالینی وزارت. بایگانی‌شده از اصلی در 14 آوریل 2013. دریافت‌شده در ۱۳۹۱/۱۱/۶. تاریخ وارد شده در |تاریخ بازبینی= را بررسی کنید (کمک)